# Контурная вилка

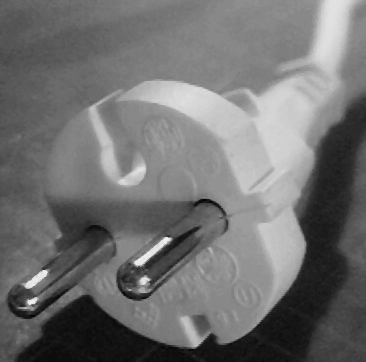
Контурная вилка (CEE 7/17), механически поляризованная версия

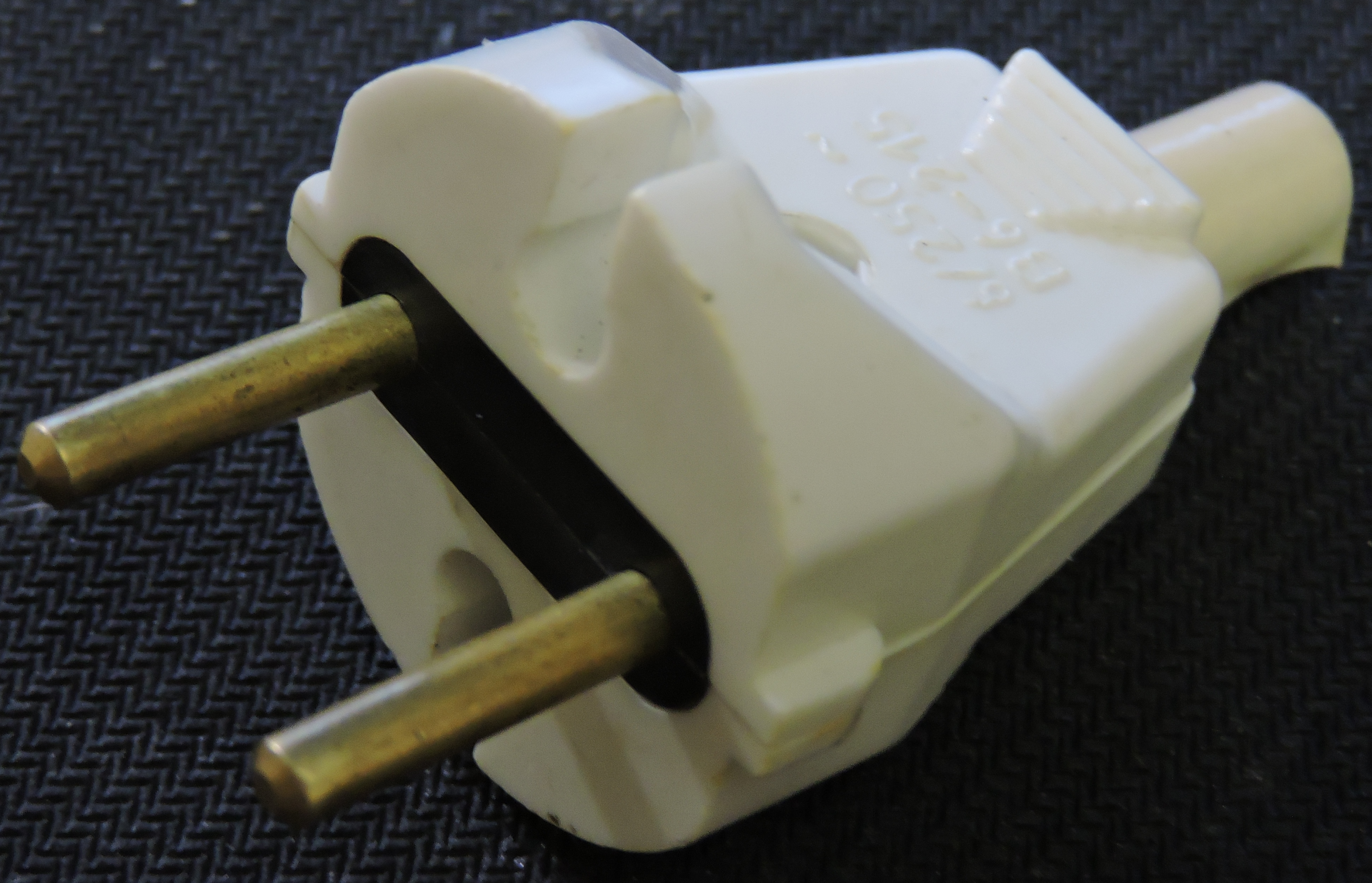
Контурная вилка типа В6-215, имеющая разборную конструкцию

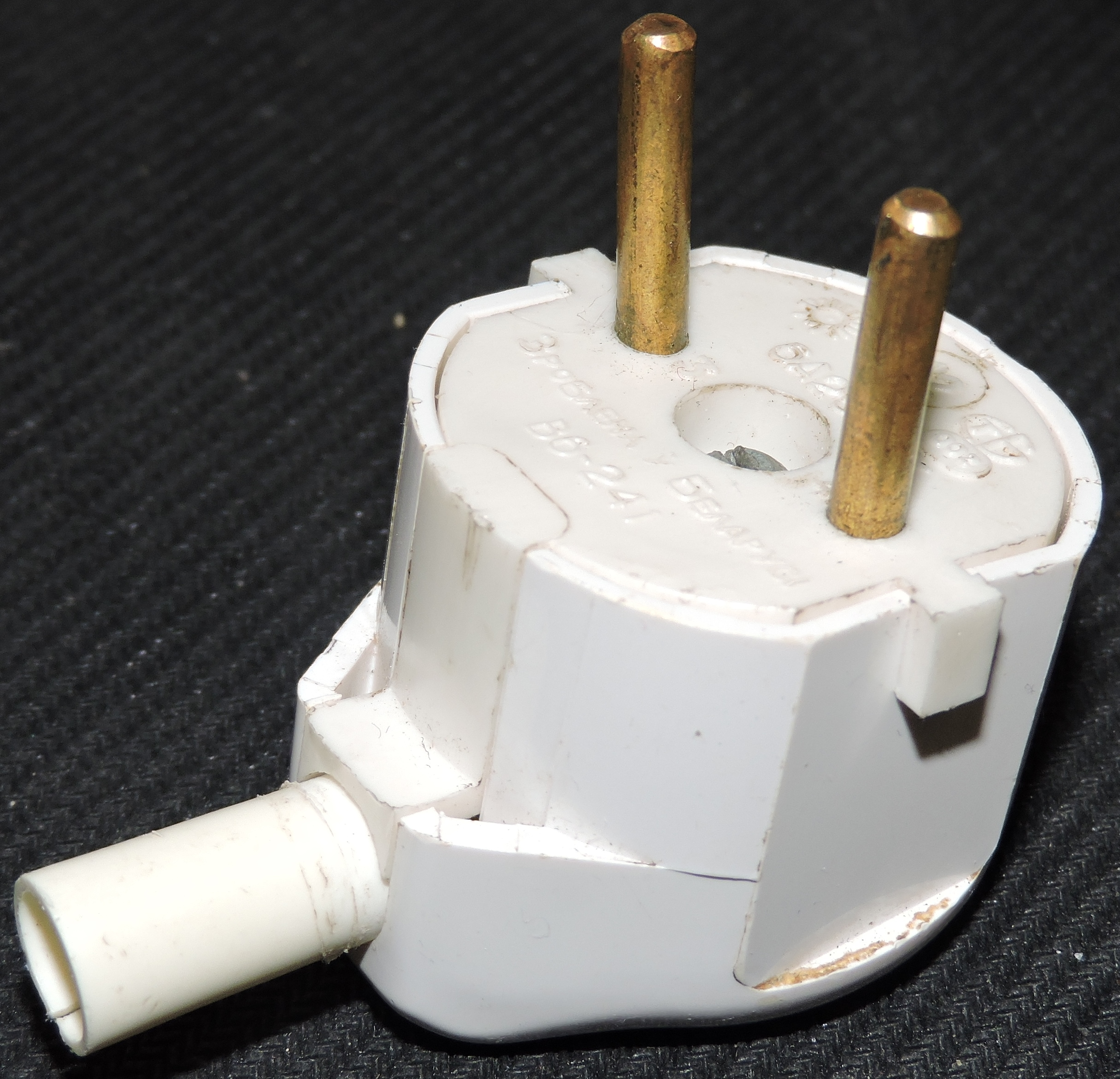
Контурная вилка типа В6-241, имеющая разборную конструкцию, угловая. Не имеет вырезов, а потому её вставка в розетку Schuko несколько проблематична из-за скоб заземления

Контурная вилка (Обозначение типа: CEE 7/17) была разработана, чтобы, подобно евровилке, применяться во всей Европе. Она применяется, когда устройство не требует защитного заземления, но потребляет больший ток, чем может выдержать евровилка (2,5 A).
Большая нагрузочная способность требует наличия цельных контактов, полностью из проводящего материала. Защита от прикосновения обеспечивается за счёт препятствия из изолирующего материала. При применении с розеткой Schuko от прикосновения защищает также и углубление розетки. При применении незаглублённой розетки защиту обеспечивает только диск. Для сравнения: у Евровилки контакты изолированы настолько, что проводящая часть недоступна для пальцев, когда вилка касается токоведущих контактов розетки, однако, проводник, заключённый в изоляцию, настолько тонок, а сила нажима контактов настолько мала, что нагрузочная способность оказывается сравнительно невысокой. Диск контурной вилки имеет выемки, чтобы ей не мешали защитные контакты розеток различных совместимых с нею типов.
Контурная вилка обычно устанавливается на устройства средней мощности — от 550 до 3500 Ватт, с двойной изоляцией, такие, как фен, пылесос или электродрель.

## Особенности

### Конструкция
Как немецкая вилка Schuko и французская вилка, контурная вилка имеет два контакта длиной 19 мм и диаметром 4,8 мм, центры которых отстоят друг от друга на 19 мм. Чтобы быть совместимой с заземляющим штырём французской розетки, контурная вилка имеет на 9,5 мм выше и ниже центральной оси, проходящей через контакты, отверстия диаметром 5 мм, что немного больше диаметра упомянутого контакта. К краю вилки эти отверстия переходят в прямоугольные вырезы для немецких заземляющих скоб.

### Электрические параметры
Контурную вилку можно нагружать токами силой до 16 А и напряжением до 250 В. Отсюда, при напряжениях от 220 В до 240 В, используемых на практике, вытекает максимальная мощность устройства около 3500 Вт. За счёт двух отверстий для заземляющего штыря французской розетки вилка не поляризована при применении как с немецкой, так и с поляризованной (по крайней мере механически) французской розетками. Существуют также более редкие варианты контурной вилки только с одним круглым отверстием и с двумя прямоугольными прорезями. Такие вилки механически поляризованы при применении с французской розеткой, но отсутствие строгих норм подводки проводов к французской розетке делает поляризацию фактически невозможной.

## Совместимость

Места применения вилки CEE-7/17

Контурные вилки подходят к немецким, французским и датским заземлённым розеткам, а также к общей незаземлённой версии.
С ограничениями их можно применять с розетками системы BS-546 (тип D).

### Контурная вилка в розетках типа D
Механически контурные вилки подходят к таким розеткам, однако, нужно иметь в виду, что эти розетки обычно защищены предохранителем на 5 ампер, а контурная вилка предназначена для устройств до 16 А.
Данная вилка не подходит к 2-амперной версии BS 546, поскольку у неё меньшее расстояние между контактами.

### Вилка типа D - 5 Ампер
Двухконтактная версия 5-амперной вилки BS-546 имеет два штыря толщиной примерно 5мм и расстоянием между ними около 19 мм. Она очень похожа на контурную вилку, но её невозможно вставить в розетки Schuko (тип F). У французских же розеток типа E её применению препятствует заземляющий штырь. Эти вилки можно применять только с датскими розетками (тип K). Ранее в указанных странах имелись двухконтактные розетки без контура или штыря, а также имелись соответствующие вилки.
Трёхконтактный вариант вилки типа D сам имеет заземляющий штырь, препятствующий сопряжению с розеткой.
В настоящее время розетки имеют защиту на ток от 10 до 16 Ампер, в то время как вилка рассчитана на 5 Ампер.

### Вилки/розетки типа M на 15 А
Более крупный вариант типа M ряда BS-546 рассчитан на большую силу тока, но имеет расстояние между штырями 25,4 мм, поэтому механически несовместим. На помощь приходит переходник.

### Британская розетка для электробритв
В британских ванных комнатах часто можно встретить так называемую Shaver-Socket - розетку для электробритв и электрических зубных щёток. В ней два круглых гнезда, диаметром 4 мм на расстоянии 19 мм. Поскольку диаметр контактных штырей контурной вилки 5 мм, она не подходит к такой розетке. К тому же данная розетка включается через трансформатор, рассчитанный на ток не более 1А.

### ГОСТ-7396
Российский ГОСТ-7396 допускает изготовление незаземлённых розеток (как заглублённых, так и нет) с отверстиями как диаметром 5,5 мм рассчитанных на 16 А, принимающих вилки Schuko и стандартные контурные вилки, так и 4,5 мм — под более старый советский стандарт на 6 А со штырями, диаметром 4 мм. В последнем случае для подключения контурной вилки требуется переходник, но необходимо обязательно убедиться, что потребляемый устройством ток не превышает 6 А.
Также в ГОСТе предусмотрены вилки, аналогичные контурным, рассчитанные на 6 А, со штырями, диаметром 4 мм, подходящие к любым розеткам на территории СССР. Вилки такого типа широко распространены на территории бывшего СССР. Этот аналог контурных вилок выпускался ещё в СССР в неразборном исполнении, по крайней мере, с 1981 года.
См. также Тип C — Советские вилки, согласно ГОСТ 7396.1-89

### Вилка типа J (Швейцария)
В отличие от Евровилки, контурную вилку, из-за её формы и диаметра контактов, нельзя включить в швейцарскую розетку.